# Mastochilus subobliquus
Mastochilus subobliquus es una especie de animalito  coleóptero de la familia Passalidae.

## Distribución geográfica
Habita en Nueva Guinea.